# 3e conseil des ministres de la Saskatchewan
2e conseil des ministres 4e conseil des ministres
Le 3e conseil des ministres de la Saskatchewan (en anglais : 3rd Saskatchewan Ministry) est le gouvernement de la Saskatchewan de 1922 à 1926.

## Gouvernement

### Composition initiale (5 avril 1922)
| Fonction                                                                       | Titulaire | Titulaire               | Parti   |
| ------------------------------------------------------------------------------ | --------- | ----------------------- | ------- |
| Président du conseil exécutif Trésorier provincial Ministre des Chemins de fer |           | Charles Avery Dunning   | Libéral |
| Ministre de l'Agriculture Ministre des Affaires municipales                    |           | Charles McGill Hamilton | Libéral |
| Procureur général                                                              |           | James Albert Cross      | Libéral |
| Ministre de l'Éducation                                                        |           | Samuel John Latta       | Libéral |
| Ministre des Routes                                                            |           | James Garfield Gardiner | Libéral |
| Secrétaire Provincial Ministre de la Santé publique                            |           | John Michael Uhrich     | Libéral |
| Ministre des Travaux publics Ministre des Téléphones et Télégraphes            |           | Archibald Peter McNab   | Libéral |